# Приватний вищий навчальний заклад «Київський медичний університет»
Приватний вищий навчальний заклад «Київський медичний університет» —  перший приватний заклад вищої медичної освіти у незалежній Україні, заснований в 1992 році. У 2019 році Університет посів 78-е місце в ТОП кращих університетів країни (рейтинг Osvita.ua — 2019).
Сьогодні сферою нашої компетенції є медична, стоматологічна та фармацевтична освіта. КМУ імплементує останні дані доказової медицини на всіх етапах навчання.

## Коротка інформація
Київський медичний університет (КМУ), заснований у 1992 році, є провідним закладом вищої медичної освіти в Україні. Університет спеціалізується на формуванні сучасних знань та навичок 21 століття для працівників системи охорони здоров’я України та світу. Університет 1992 року заснував Поканевич Валерій Володимирович.

## Освітні програми
Сферою компетенції КМУ є медична, стоматологічна та фармацевтична освіта у різних формах: очна, заочна, онлайн та дистанційна. Університет також проводить науково-просвітницькі заходи та публікує результати досліджень.
КМУ пропонує навчання на магістерському (другому рівні), докторському (PhD) (третьому рівні) та науковому рівнях вищої освіти. Університет також проводить первинну спеціалізацію (інтернатуру) за 21 лікарською та фармацевтичною спеціальністю та вторинну спеціалізацію. КМУ впроваджує концепцію навчання протягом всього життя, забезпечуючи безперервний професійний медичний розвиток для працівників сфери охорони здоров’я через спеціалізації, тематичне удосконалення (ТУ), тренінги та конференції.

## Відданість якості освіти
Протягом своєї багаторічної історії Київський Медичний Університет залишається відданим розвитку медичної освіти та охорони здоров'я в Україні та за її межами, надаючи якісні освітні послуги відповідно до національних та європейських стандартів. Колектив КМУ підтримує глобальний підхід до систем охорони здоров’я та освіти, вірячи у важливу роль університету у формуванні сучасних знань та навичок серед майбутніх медичних працівників. КМУ прагне покращити рівень здоров’я в усьому світі, особливо в країнах, які цього потребують найбільше. Прогнозується, що до 2030 року дефіцит медичних працівників у світі може досягти 10 мільйонів, що найбільше вплине на країни з низьким та середнім рівнем доходу. КМУ робить свій вагомий внесок у подолання цієї світової кризи.

## Міжнародна участь та співпраця
Адміністрація та професорсько-викладацький склад університету активно беруть участь у найважливіших світових подіях у сфері охорони здоров’я, іноді навіть разом із представниками української влади, приділяючи особливу увагу стандартизації медичної освіти згідно з вимогами Всесвітньої Федерації Медичної Освіти (World Federation of Medical Education - WFME).

### Всесвітня Федерація Медичної Освіти (WFME)
Всесвітня Федерація Медичної Освіти (WFME) – це міжнародна організація, яка має на меті підвищення якості медичної освіти у всьому світі. WFME працює над впровадженням передових стандартів та найкращих практик у медичній освіті, забезпечуючи відповідність медичних університетів та програм глобальним стандартам підготовки та навчання в галузі медицини.

## Внесок у медичну освіту
КМУ демонструє непохитну відданість досконалості в медичній освіті, дослідженнях і служінню громадам. Завдяки інноваційній навчальній інфраструктурі та професійному викладацькому складу, університет випускає висококваліфікованих медичних працівників, які роблять значний внесок у надання медичної допомоги та проведення доказових медичних досліджень як на національному, так і на міжнародному рівнях.

## Відповідь на виклики
Незважаючи на виклики, включаючи війну та пандемію COVID-19, незламна команда КМУ залишається відданою своїй місії щодо надання якісної освіти та підтримки дослідницьких ініціатив. Наші зусилля привели до створення Польського Кампусу КМУ, де було створено безпечне середовище для 2300 студентів і 200-250 викладачів з України за підтримки Європейського банку реконструкції та розвитку (ЄБРР). У березні 2024 року КМУ та ЄБРР підписали вже другий договір про співпрацю, що свідчить про відповідність європейським цінностям та стандартам корпоративного управління.

## Співпраця з ЄБРР
Розширення діяльності КМУ з ЄБРР у Польщі демонструє незламність та відданість освіті, а також здатність долати будь-які труднощі. Успіх КМУ є прикладом того, як українські бізнеси можуть не тільки виживати, але й розвиватися у найскладніших умовах. Триваюча співпраця з ЄБРР забезпечує сталість роботи на багато років вперед і є свідченням солідарності міжнародної спільноти з місією КМУ щодо підготовки наступних поколінь медичних працівників.

## Запрошення до співпраці
Як перший і єдиний український університет у ЄС, КМУ повинен тримати високу планку в усіх аспектах і демонструвати найкраще, на що здатен! КМУ впевнений, що має багато чого запропонувати ЄС. Запрошуються високомотивовані кандидати приєднатися до команди університету, щоб разом готувати майбутні покоління медичних працівників, просувати медичні дослідження та покращувати здоров’я людей в Україні та за її межами. КМУ впевнений, що спільними зусиллями зробить значний внесок у розвиток медичної освіти та охорони здоров’я в цей складний період.

## Кампуси та корпуси
Навчальні та клінічні бази кафедр університету розташовані на власних та орендованих площах медичних закладів та інститутів. Студенти-стоматологи навчаються у власному корпусі, розташованому на А. Цедіка,7. Головний корпус розташований за адресою: вул. Бориспільська, 2. За цією ж адресою розташований сучасний «Центр симуляційного навчання та оцінювання», де свої практичні навички відпрацьовують студенти та інтерни.
В університеті створена і працює бібліотека, фонд якої складає більш як 56 тис. примірників навчальної, наукової літератури.
Студенти мешкають у гуртожитку університету, який знаходиться поруч з головним навчальним корпусом, за адресою: вул. Горлівська,124.
Навчальні бази:
1. Навчальний та адміністративний корпус (вул. Бориспільська, 2)
- Кафедра соціально-гуманітарних дисциплін
- Кафедра української та латинської мов
- Кафедра фізіології, медичної біології та біологічної фізики
2. Гуртожиток Університету (вул. Горлівська, 124)
- Лекційна аудиторія № 1
- Лекційна аудиторія № 2
3. СтоматЦентр «УНІВЕРСИТЕТСЬКИЙ» (вул. Антона Цедіка, 7)
- Кафедра ортопедичної стоматології та ортодонтії
- Кафедра терапевтичної стоматології та пародонтології
- Кафедра хірургічної стоматології та щелепно-лицьової хірургії
4. Київська міська клінічна лікарня № 1 (Харківське шосе, 121)
- Кафедра акушерства і гінекології
- Кафедра анатомії, топографічної анатомії та оперативної хірургії
- Кафедра громадського здоров'я та мікробіології
- Кафедра патологічної анатомії, гістології та судової медицини
- Кафедра фармакології, клінічної фармакології, патологічної фізіології
- Кафедра фармацевтичної і біологічної хімії, фармакогнозії
- Кафедра фармацевтичного менеджменту, клінічної фармації, технології ліків
- Кафедра фізіології, медичної біології та біологічної фізики
- Кафедра хірургічних хвороб № 1
- Кафедра хірургічних хвороб № 2
- Кафедра хімії;
5. Київська міська туберкульозна лікарня № 1 з диспансерним відділенням (Харківське шосе, 121/3)
- Кафедра інфекційних хвороб, фтизіатрії та пульмонології
6. Київська міська клінічна лікарня № 11 (вул. Рогозівська, 6)
- Кафедра неврології, психіатрії, та фізичної реабілітації
- Кафедра внутрішніх та професійних хвороб
7. Київський міський клінічний онкологічний центр (вул. Верховинна, 69)
- Кафедра хірургічних хвороб № 2 (дисципліна: онкологія)
8. КНП «Консультативно-діагностичний центр» Дніпровського району (вул. А.Шептицького, 5)
- Кафедра неврології, психіатрії та фізичної реабілітації
9. Дитяча клінічна лікарня № 5 Святошинського району м. Києва (вул. Академіка Вернадського, 53)
- Кафедра педіатрії
10. Київська міська клінічна лікарня № 12 (вул. Підвисоцького, 4А)
- Кафедра хірургічної стоматології та щелепно-лицевої хірургії
11. КНП «Консультативно-діагностичний дитячий центр» Дарницького району (вул. Тростянецька 8Д)
- Кафедра дитячої терапевтичної стоматології та профілактики стоматологічних захворювань
12. Київська міська клінічна лікарня № 5 (вул. Відпочинку 11)
- Кафедра внутрішніх та професійних хвороб
13. Київська клінічна лікарня № 2 (вул. Попудренка, 36)
- Кафедра внутрішніх та професійних хвороб
14. ДУ «Інститут громадського здоров'я ім. О. М. Марзаєва НАМНУ» (вул. Попудренка 50)
- Кафедра громадського здоров'я та мікробіології
15. Дитяча клінічна лікарня № 8 (вул. Юрія Іллєнка, 18)
- Кафедра внутрішніх та професійних хвороб
16. Територіальне Медичне Об'єднання «ПСИХІАТРІЯ» (вул. Кирилівська, 103a)
- Кафедра неврології, психіатрії та фізичної реабілітації
17. Київська міська клінічна лікарня № 9 (вул. Ризька, 1)
- Кафедра інфекційних хвороб, фтизіатрії та пульмонології
18. Поліклініка № 2 дитячої клінічної лікарні № 3 Солом'янського району (вул. Саксаганського, 107/47а)
- Навчальні корпуси
19. ДУ «Інститут епідеміології та інфекційних хвороб ім. Л. В. Громашевського НАМНУ» (вул. Миколи Амосова, 5)
- Кафедра громадського здоров'я та мікробіології
20. ДУ «Національний науковий центр радіаційної медицини НАМН України» (пр. Перемоги, 119/121)
- Кафедра неврології, психіатрії та фізичної реабілітації
21. ДУ «Інститут отоларингології ім. проф. О. С. Коломійченка НАМНУ» (вул. Зоологічна, 3)
- Кафедра хірургічних хвороб № 2
22. ТОВ "Спортивні споруди «Схід» (вул. Бориспільська, 8)
- Кафедра соціально-гуманітарних наук
23. Київський шкірно-венерологічний диспансер № 1 (вул. Чернігівська, 38/2)
- Кафедра інфекційних хвороб, фтизіатрії та пульмонології

## Інститути та факультети
Університет здійснює підготовку:
- на медичному факультеті за спеціальністю 222 «Медицина», рівень підготовки — магістр, кваліфікація — лікар, термін навчання — 6 років. Декан — доц. Полесова Т.Р.;
- на стоматологічному факультеті за спеціальністю 221 «Стоматологія», рівень підготовки — магістр, кваліфікація — лікар-стоматолог, термін навчання — 5 років. Декан — доц. Тимченко І. М.;
- на фармацевтичному факультеті за спеціальністю 226 «Фармація, промислова фармація», рівень підготовки — магістр, кваліфікація — провізор, термін навчання — 5 років (денна та заочні форми навчання — 5,5 років). Декан — Анзіна К.М..;
- на міжнародному факультеті за спеціальностями 222 «Медицина», 221 «Стоматологія» та 226 «Фармація, промислова фармація» іноземних громадян та осіб без громадянства. Декан — доц. Качан К. Є.
- на кафедрі психології з 2024 року підготовка за спеціальністю 053 «Психологія», рівень підготовки — магістр, кваліфікація — клінічний психолог, термін навчання — 1 рік 6 місяців (3 семестри) (денна та заочні форми навчання).  Завідувач кафедри — Кучеренко Є.В.

## Ректори
- Боднар Петро Миколайович — доктор медичних наук, професор, Заслужений діяч науки і техніки України (1992)
- Туманов Віктор Андрійович — доктор медичних наук, професор, академік АНВШ України (1994—2006)
- Бойчук Тарас Миколайович — доктор медичних наук, професор (2006—2009)
- Туманов Віктор Андрійович — в.о. ректора (2009—2012)
- Князевич Василь Михайлович — в.о. ректора (2012—2013)
- Туманов Віктор Андрійович — в.о. ректора (2013—2015)
- Івнєв Борис Борисович — доктор медичних наук, професор (від 2015)

## Нагороди та репутація
В 2019 році Університет став кращим приватним закладом вищої освіти України.
Диплом нашого університету визнається провідними міжнародними організаціями, серед них: World Directory of Medical Schools, The Medical Board of California, Educational Commission for Foreign Medical Graduates, General Medical Council, CGFMC International Global Gredibility, Medical Council of India, Naczelna Izba Lekarska, Bologna Process, The Association of Medical Schools in Europe, European University Association, Society for Academic Continuing Medical Education, British Medical Association, German Medical Association та ін.
КМУ у рейтингах:
✓ 1-е місце в ТОП-10 кращих приватних університетів країни (рейтинг Osvita.ua — 2019)
✓ 7-е місце серед 200 закладів вищої освіти за показником середнього балу ЗНО абітурієнтів на контракт (рейтинг Osvita.ua — 2020)
✓ 2-е місце серед закладів вищої медичної освіти за показником середнього балу ЗНО абітурієнтів на контракт (рейтинг Osvita.ua — 2020)
✓ 15-е місце серед 130 приватних закладів вищої освіти за кількістю зарахованих на контракт (рейтинг Osvita.ua — 2020)